# Nelson Ritsema
Nelson Ritsema (Ámsterdam, 17 de agosto de 1994) es un deportista neerlandés que compite en remo.
Ganó dos medallas en el Campeonato Europeo de Remo, en los años 2020 y 2023. Participó en los Juegos Olímpicos de Tokio 2020, ocupando el sexto lugar en la prueba de cuatro sin timonel.

## Palmarés internacional
| Campeonato Europeo | Campeonato Europeo | Campeonato Europeo | Campeonato Europeo |
| Año                | Lugar              | Medalla            | Prueba             |
| ------------------ | ------------------ | ------------------ | ------------------ |
| 2020               | Poznań (Polonia)   | Medalla de oro     | Cuatro sin timonel |
| 2023               | Bled (Eslovenia)   | Medalla de plata   | Cuatro sin timonel |